# 熊猫月亮
《熊猫月亮》是一部2025年上映的法国家庭温情冒险电影，由吉勒·德·梅斯特执导，讲述一名少年与熊猫的友谊及冒险、以及家庭和解的故事。

本片呈现了熊猫的故乡中国四川的壮丽景色、同时也展现了丰富多样的中国传统文化。

影片于2023年6-8月在中国四川拍摄，主演包括刘诺一、张艾嘉、刘烨和法国演员亚历山大·拉米。

## 剧情
12岁的Tian因成绩不佳、学业压力沉迷虚拟世界，被送到四川的祖母家。在熊猫保护区，他遇到小熊猫“月亮”，并逐渐找回自我，通过相处找回自信，并帮助自己和父母家人修复关系。

## 制作
2023年4月4日“合拍·以影像为桥”中法合拍纪实影像作品发布会上，《熊猫月亮》在中国首次亮相 。

影片由吉勒·德·梅斯特执导，耗时5年与中国有关部门谈判，获得在熊猫保护区拍摄的许可。

这是一部历时三个月拍摄，没有使用任何特效（CGI）的电影，所有动物场景均为真实拍摄。

## 技术信息
- 原标题：月亮熊猫（法语：Moon le panda ｜ 英语：Moon The Panda）
- 导演：吉勒斯·德·梅斯特（Gilles de Maistre）
- 编剧：普吕娜·德·梅斯特（Prune de Maistre）
- 音乐：阿尔芒·阿马尔（Armand Amar）
- 布景：
- 服装：
- 摄影：玛丽·斯宾塞（Marie Spencer）
- 音效：伊夫·贝梅尔曼（Yves Bemelmans）和 爱丽丝·普鲁沃（Alice Prouvost）
- 剪辑：朱利安·雷伊（Julien Rey）
- 制片：
- 执行制片：凯瑟琳·康博德（Catherine Camborde）、吉勒斯·德·梅斯特（Gilles de Maistre）和西多妮·杜马（Sidonie Dumas）
- 制片公司：高蒙公司（Gaumont）和五月-六月制片公司（Mai-Juin Productions）
- 发行公司：高蒙公司（Gaumont）
- 预算：1000万欧元
- 制片国家：法国、比利时
- 原始语言：法语、英语
- 格式：彩色 — 2.39:1 — 5.1声道
- 类型：冒险电影
- 片长：100分钟
- 上映日期：法国：2025年4月9日

## 演员表
- 刘诺一（Noé Liu Martane） 饰 Tian Zhao
- 张艾嘉（Sylvia Chang） 饰 奶奶（Nai Nai）
- 刘烨（Yé Liu） 饰 赵父
- 刘霓娜（Nina Liu Martane） 饰 Liya Zhao
- 亚历山德拉·拉米（Alexandra Lamy） 饰 赵母（Emma Zhao）

## 全球公映
电影从2025年4月9日起以法语、德语、英语，分别在法国、加拿大、德国、埃及等国公映。

## 相关出版物
- 《月亮熊猫》 - 电影专辑 (小说 适合10-14岁)（法语：Moon le panda : l'album du film）

```
  出版社: Nathan
```

ISBN 9782095047511
- 《月亮熊猫》 - 适合3岁以上儿童的电影专辑 （法语：Moon le panda - l'album du film à partir de 3 ans）

```
  出版社: Nathan    
```

ISBN 9782095047528